# Shahenda El-Maghrabi

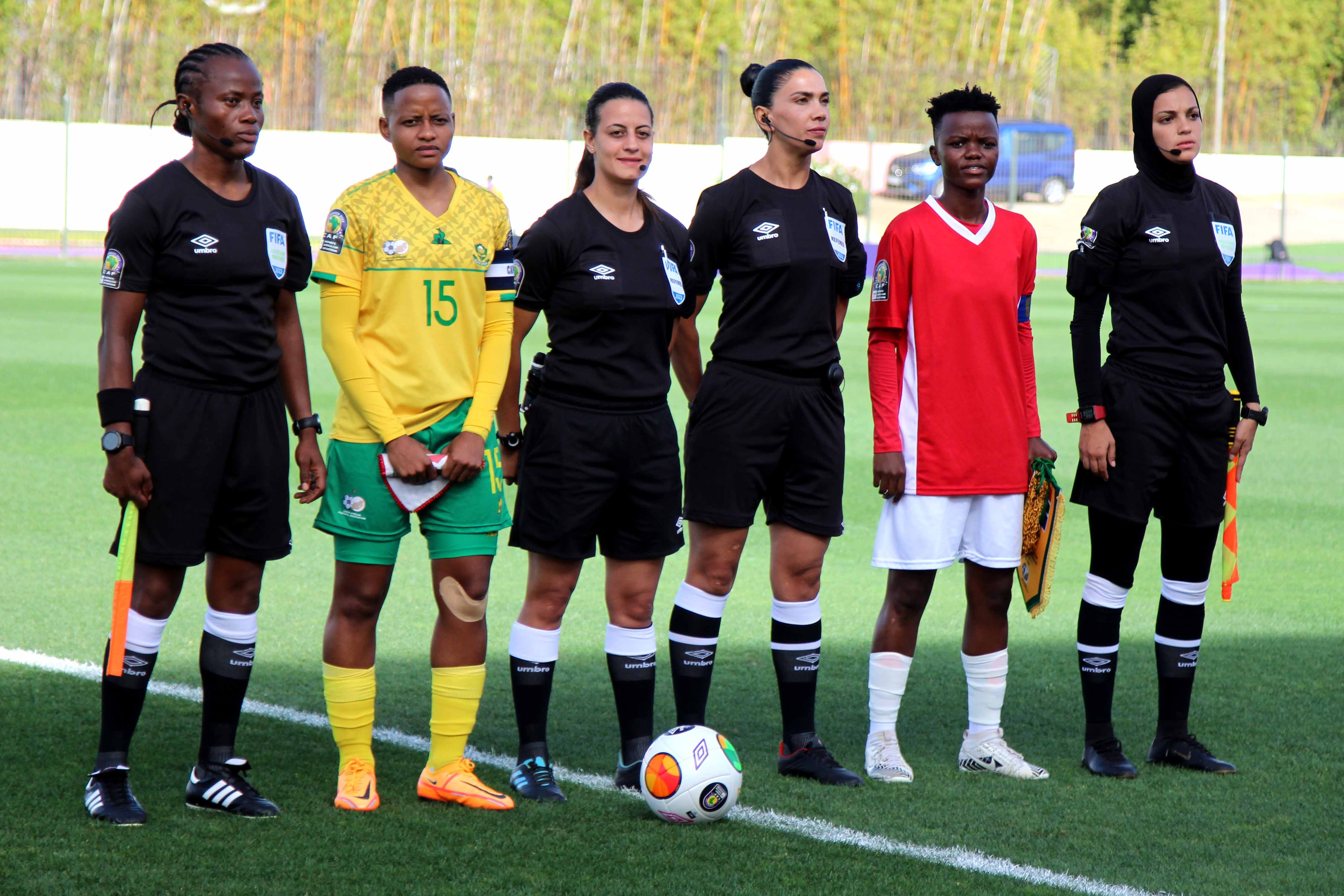
Shahenda El-Maghrabi (dritte von links)

Shahenda Saad Ali El-Maghrabi (* 14. Dezember 1991) ist eine ägyptische Fußballschiedsrichterin.
2014 wurde El-Maghrabi Schiedsrichterin. Seit 2017 steht sie auf der FIFA-Liste und leitet internationale Fußballspiele.
Beim Afrika-Cup 2022 in Marokko leitete sie ein Spiel in der Gruppenphase.
Im August 2022 leitete El-Maghrabi als erste weibliche Schiedsrichterin mit der Begegnung Smouha SC gegen Pharco FC  eine Partie in der Egyptian Premier League.
Zudem wurde sie bei der U-20-Weltmeisterschaft 2024 in Kolumbien als Schiedsrichterin eingesetzt.